# فرانك ديفيس (سياسي)
فرانك ديفيس (بالإنجليزية: Frank Davis)‏ هو سياسي أسترالي، ولد في 13 أبريل 1900 في ملبورن في أستراليا، وتوفي في 28 فبراير 1980. نشط حزبياً في الحزب الليبرالي الأسترالي. وقد انتخب عضو مجلس النواب الأسترالي عن دائرة ديكين ‏ (10 ديسمبر 1949 – 31 أكتوبر 1966).